# راسيل موسلي
راسيل موسلي (بالإنجليزية: Russ Mosley)‏ هو لاعب كرة قدم أمريكية أمريكي، ولد في 22 يوليو 1918 في Puxico, Missouri ‏ في الولايات المتحدة، وتوفي في 2 أغسطس 1997.